# Martha de los Ríos
Martha de los Ríos, nombre artístico de Marta Inés Gutiérrez de Vargas (15 de abril de 1906 - 13 de enero de 1995), fue una destacada cantante de música folklórica de Argentina. Ha sido considerada una de las cinco más importantes cantantes de la historia de la música folklórica de Argentina, junto a Mercedes Sosa, Marián Farías Gómez, Suma Paz y Ramona Galarza. Fue la madre del músico Waldo de los Ríos. Recibió un Premio Konex - Diploma al Mérito como una de las mejores cantantes de folklore de la historia en Argentina.
Se inició en 1931 como cantante de tango, pero luego se dedicó a la música folklórica de Argentina. Se presentó con el grupo Los Trovadores, con el que alcanzó una gran difusión por toda América Latina. En la década de 1950 cantó acompañada por su hijo Waldo de los Ríos. Entre las canciones que interpretó se recuerdan especialmente Llorando estoy, Huachitorito y La Shalaca.
El 28 de marzo de 1977 su hijo Waldo de los Ríos se suicidó de un escopetazo en la cabeza en su casa de Madrid, España. Martha de los Ríos reclamó que los restos de su hijo fueran traídos a su país natal.[cita requerida]

## Filmografía
- El canto cuenta su historia (1976)
- Allá en el Norte (1973)
- Petróleo (1940)

## Discografía
- 1955: "La última palabra" - SELLO COLUMBIA
- 1954: "Martha de los Ríos / Hermanas Berón" - SELLO RCA VICTOR
- 1973: "Martha de los Ríos / Waldo de los Ríos" - SELLO MUSIC HALL
- 1974: "Martha y Waldo" - SELLO MICROFON ARGENTINA S.A.
- 1975: "Siempre Martha de los Ríos" - SELLO MICROFON ARGENTINA S.A.

## Relaciones familiares
El músico Waldo de los Ríos es su hijo.